# 什米德季夫卡
46°47′9″N 31°30′56″E / 46.78583°N 31.51556°E
什米德季夫卡（烏克蘭語：Шмідтівка），是烏克蘭南部的村莊，隸屬尼古拉耶夫州的尼古拉耶夫區。該村面積0.19平方公里，海拔高度23米，2001年人口19，人口密度每平方公里101.1人。